# Burham
Burham är en ort och civil parish i grevskapet Kent i sydöstra England. Orten ligger i distriktet Tonbridge and Malling, cirka 7 kilometer söder om Rochester och cirka 7 kilometer nordväst om Maidstone. Tätorten (built-up area) hade 1 292 invånare vid folkräkningen år 2021.